# Moarte din cauze naturale
Moartea din cauze naturale, așa cum este înregistrată de medicii legiști și în certificatele de deces și documentele asociate, este moartea ca rezultat al unei boli sau unui proces intern al corpului, care nu este cauzată direct de forțe externe, de obicei din cauza bătrâneții. Acest lucru este valabil mai ales atunci când o persoană în vârstă are mai multe afecțiuni sau boli diferite, dar de obicei doar în cazurile în care niciuna dintre afecțiuni nu poate conduce individual în mod clar la moarte și în care este incert care afecțiune a fost factorul final care a cauzat moartea. De exemplu, o persoană care moare din cauza complicațiilor gripei (o infecție), a unui atac de cord (un proces intern defect al corpului) sau a insuficienței cardiace bruște ar putea fi înregistrată ca fiind decedată din cauze naturale. Ministerele și departamentele de sănătate descurajează includerea bătrâneții drept cauză a decesului, deoarece nu aduce beneficii sănătății publice sau cercetării medicale. Bătrânețea nu este o cauză de deces recunoscută științific, deoarece există întotdeauna o cauză mai directă, care poate fi necunoscută în anumite cazuri și poate fi una dintre mai multe boli asociate îmbătrânirii.

## Terminologie
Prin contrast, moartea cauzată prin intervenție activă se numește moarte nenaturală. Cauzele „nenaturale” sunt de obicei înregistrate sub termeni precum accident (care implică factori de risc raționali), sinucidere sau omucidere. În unele situații, pot fi adăugate alte categorii. De exemplu, o închisoare poate urmări separat decesele deținuților prin intoxicații acute. În plus, o cauză de deces poate fi înregistrată ca fiind „nedeterminată”.